# Myrmecia eungellensis
Myrmecia eungellensis is een mierensoort uit de onderfamilie van de Myrmeciinae. De wetenschappelijke naam van de soort is voor het eerst geldig gepubliceerd in 1991 door Ogata & Taylor.